# 鍾林樹
鍾林樹（?—?），字得涵。福建福清人，清朝政治人物。同進士出身。

## 生平
乾隆七年（1742年）壬戌科進士，三甲第六十九名。